# Juan Martín
Juan Cristóbal Martín (1948) is een Spaans flamencogitarist. Hij woont in Londen en Málaga.
Op 17-jarige leeftijd verliet Juan Martín het ouderlijk huis in Málaga om in Madrid te studeren bij Niño Ricardo en Paco de Lucía. Niet lang daarna verhuisde hij naar Londen. Hij trouwde met de Engelse Helen. 
Juan Martín speelde in 1981 op de 90ste verjaardag van Pablo Picasso. Picasso vroeg hem om niet zijn eigen repertoire te spelen, maar naar zijn schilderijen te kijken en daarover te spelen. De muziek van die avond was de basis van zijn eerste plaat. 
Hij maakte tours naar Canada, Turkije, Polen en Ierland vergezeld door een zanger, een danseres en drie musici.

## Discografie
- Picasso Portraits (1981)
- Serenade (1984); met het Royal Philharmonic Orchestra
- Painter in Sound (1986)
- Through The Moving Window (1990)
- Painter in Sound (1990)
- Musica Alhambra (1996)
- Music Alhambra (1998)
- Luna Negra (1992 en 1998)
- Arte Flamenco Puro
- The Andalucian Suites I-IV (1998)
- Camino Latino (2002)
- Live En Directo (2005)
- El Alquimista (The Alchemist) (2005)
- Riquezas (2002); met Antonio Aparecida)
- Guitar Nights door The Four Martins (2003); met Martin Taylor, Martin Simpson, Juan Martin, Martin Carthy)

- Biblioteca Nacional de España: XX5201141
- International Standard Name Identifier: 0000 0003 8597 7242
- MusicBrainz: 7e2f420a-03d7-4265-99b2-9a7c037c75f9
- Nederlandse Thesaurus van Auteursnamen: 075114003
- Virtual International Authority File: 250000357
- WorldCat: E39PBJv4q9D7pxkkTHBthJtR8C